# Ephedra botschantzevii
Ephedra botschantzevii — вид гнетоподібних з родини ефедрових (Ephedraceae). Місцем проживання цього виду є Казахстан, Тува й Узбекистан.